# Children's Health Defense
 (août 2022).
La mise en forme du texte ne suit pas les recommandations de Wikipédia : il faut le « wikifier ».
Les points d'amélioration suivants sont les cas les plus fréquents. Le détail des points à revoir est peut-être précisé sur la page de discussion.
- Les titres sont pré-formatés par le logiciel. Ils ne sont ni en capitales, ni en gras.
- Le texte ne doit pas être écrit en capitales (les noms de famille non plus), ni en gras, ni en italique, ni en « petit »…
- Le gras n'est utilisé que pour surligner le titre de l'article dans l'introduction, une seule fois.
- L'italique est rarement utilisé : mots en langue étrangère, titres d'œuvres, noms de bateaux, etc.
- Les citations ne sont pas en italique mais en corps de texte normal. Elles sont entourées par des guillemets français : « et ».
- Les listes à puces sont à éviter, des paragraphes rédigés étant largement préférés. Les tableaux sont à réserver à la présentation de données structurées (résultats, etc.).
- Les appels de note de bas de page (petits chiffres en exposant, introduits par l'outil «  Source ») sont à placer entre la fin de phrase et le point final[comme ça].
- Les liens internes (vers d'autres articles de Wikipédia) sont à choisir avec parcimonie. Créez des liens vers des articles approfondissant le sujet. Les termes génériques sans rapport avec le sujet sont à éviter, ainsi que les répétitions de liens vers un même terme.
- Les liens externes sont à placer uniquement dans une section « Liens externes », à la fin de l'article. Ces liens sont à choisir avec parcimonie suivant les règles définies. Si un lien sert de source à l'article, son insertion dans le texte est à faire par les notes de bas de page.
- La présentation des références doit suivre les conventions bibliographiques. Il est recommandé d'utiliser les modèles {{Ouvrage}}, {{Chapitre}}, {{Article}}, {{Lien web}} et/ou {{Bibliographie}}. Le mode d'édition visuel peut mettre en forme automatiquement les références.
- Insérer une infobox (cadre d'informations à droite) n'est pas obligatoire pour parachever la mise en page.

Pour une aide détaillée, merci de consulter Aide:Wikification.
Si vous pensez que ces points ont été résolus, vous pouvez retirer ce bandeau et améliorer la mise en forme d'un autre article.
Children's Health Defense (CHD) est une organisation créée par Eric Gladen en 2007, d'abord sous le nom de World Mercury Project. Elle est connue principalement pour sa désinformation anti-vaccination. 

## Description
L'objectif initial de l'organisation était un lien présumé entre le mercure dans les vaccins et l'autisme. Il n'y a aucune preuve scientifique d'un tel lien. Plus tard, d'autres théories du complot ont également été propagées par l'organisation, notamment qu'il est nocif pour la santé d'ajouter du fluorure à l'eau potable, que le rayonnement électromagnétique provenant par exemple des téléphones portables et les réseaux sans fil sont dangereux pour la santé, ainsi que la résistance générale contre les vaccins et l'industrie pharmaceutique,,.
L'organisation et le fondateur ont tous deux été bannis ou censurés des réseaux sociaux à plusieurs reprises en raison de la diffusion massive de fausses informations.
Lorsqu'en 2018, deux enfants sont morts aux Samoa parce que les vaccins qu'ils avaient reçus avaient été mélangés par erreur à un médicament, Children's Health Defense a utilisé cela pour répandre la méfiance à l'égard du programme de vaccination des enfants. Lorsqu'il est rapidement devenu clair que les décès étaient dus à une erreur humaine et non aux vaccins, l'organisation n'a toujours pas changé son message,. Robert F. Kennedy Jr. a également visité les Samoa, et la couverture vaccinale a chuté de façon spectaculaire, il en a résulté une épidémie massive de rougeole qui a fait 83 morts, principalement des tout-petits non vaccinés.
Lorsque la pandémie de Covid-19 s'est propagée en Europe, une branche européenne de Children's Health Defense a été créée.
En 2021, l'organisation a publié un film intitulé Medical Racism: The New Apartheid où il était affirmé que la campagne de vaccination contre le Covid-19 était en réalité une expérience médicale sur des personnes à la peau foncée. Le film évoque également d'anciennes théories du complot sur les vaccins, telles que le lien entre le vaccin ROR et l'autisme.

## Publications
- Medical Racism: The New Apartheid, 2021.